# كاركاروكليز
الكاركاروكليز (Carcharocles) هو جنس منقرض من القروش ينتمي إلى رتبة لمنيات الشكل. عاش من الميوسين المتأخر إلى الپليوسين المتأخر، وهو دائمًا ما يتضمن الميجالودون، ولكن بعض السلطات التصنيفية تضعه في أجناس أخرى. بعض الكُتَّاب يعتبرون الجنس من جنيس الأوتودس (Otodus).